# Au (Rehling)
Au ist ein Gemeindeteil von Rehling im schwäbischen Landkreis Aichach-Friedberg in Bayern. Das Kirchdorf hoch über dem Lechtal ist circa einen Kilometer südlich von Rehling gelegen.

## Geschichte
Zwei Gräber aus der Merowingerzeit wurden 1947 gefunden. 
Im Jahr 1303 wurde Au als „Quwe“ erstmals erwähnt. Im Urbar des Augsburger Domkapitels werden 1303 vier größere Anwesen genannt, wovon eines in den Händen Ulrichs von Rehling war und drei dem Augsburger Domkapitel unterstanden. Seit 1322 gehörte Au zur Hofmark Scherneck. 

## Baudenkmäler
Siehe auch: Liste der Baudenkmäler in Au
- Katholische Filialkirche St. Nikolaus